# Brandon Hardesty
Brandon Hardesty, född 13 april 1987, är en amerikansk skådespelare, känd från Youtube. Hardestys karriär inleddes med youtubeklippet Strange noises and faces I can make (Udda ljud och ansiktsuttryck jag kan göra). Han har även medverkat i filmer som Bart got a Room (2008) och American Pie Presents: Book of Love (2009)